# Velký Špičák (Krušné hory)
Velký Špičák (německy Großer Spitzberg nebo také Schmiedeberger Spitzberg) je 965 metrů vysoká hora v české části středních Krušných hor, v katastrálním území Černý Potok obce Kryštofovy Hamry.

## Poloha
Velký Špičák leží přibližně 3 km severovýchodním směrem od obce Kovářská. Východně od Velkého Špičáku stávalo v údolí Přísečnického potoka hornické město Přísečnice, na jehož místě je dnes stejnojmenná přehrada. Západně od hory se vine údolí Černé vody, protékající obcí Černý Potok. Ve směru západ-východ prochází 300 metrů pod jižním úpatím silnice III/21911 z Kovářské k Přísečnické přehradě. Na jihozápad od Velkého Špičáku, z téhož horském hřbetu vystupují ještě dva nižší skalnaté vrcholy: Střední Špičák (924 m n. m.) a Malý Špičák (904 m n. m.).

## Geologie

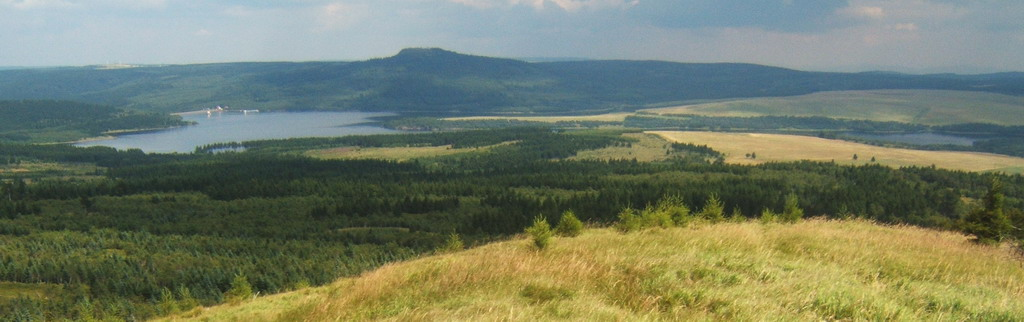
Pohled na přehradu Přísečnice a Jelení horu

Velký Špičák představuje spolu s blízkými vrcholy Malý a Střední Špičák pozůstatek neovulkanického intruzivního tělesa, jež náleží k rozptýleným alkalickým vulkanitům Českého masívu. Tyto vulkanické intruze pravděpodobně tvořily součást přívodního kanálu k připovrchové sopečné struktuře, která se však v důsledku působení erozních činitelů do dnešní doby nedochovala. K intruzi magmatu došlo během terciéru. V geologickém podloží Velkého a Malého Špičáku se nachází nefelinit, hornina podobná čediči. V bývalém lomu, situovaném v západním úbočí nefelinitového suku Velkého Špičáku, je patrná sloupcovitá odlučnost horniny. Tato struktura je typickým výsledkem kontrakce magmatu při jeho ochlazování a tuhnutí.
Současná podoba Špičáků je důkazem silného erozního působení v této části Krušných hor. Na linii intruzivních těles protaženou ve směru jihozápad – severovýchod navazuje na severovýchodě nefelinitová intruze Jelení hory. Poloha všech čtyř neovulkanických těles indikuje jejich možný vznik na tektonické poruše procházející oblastí ve zmíněném směru.

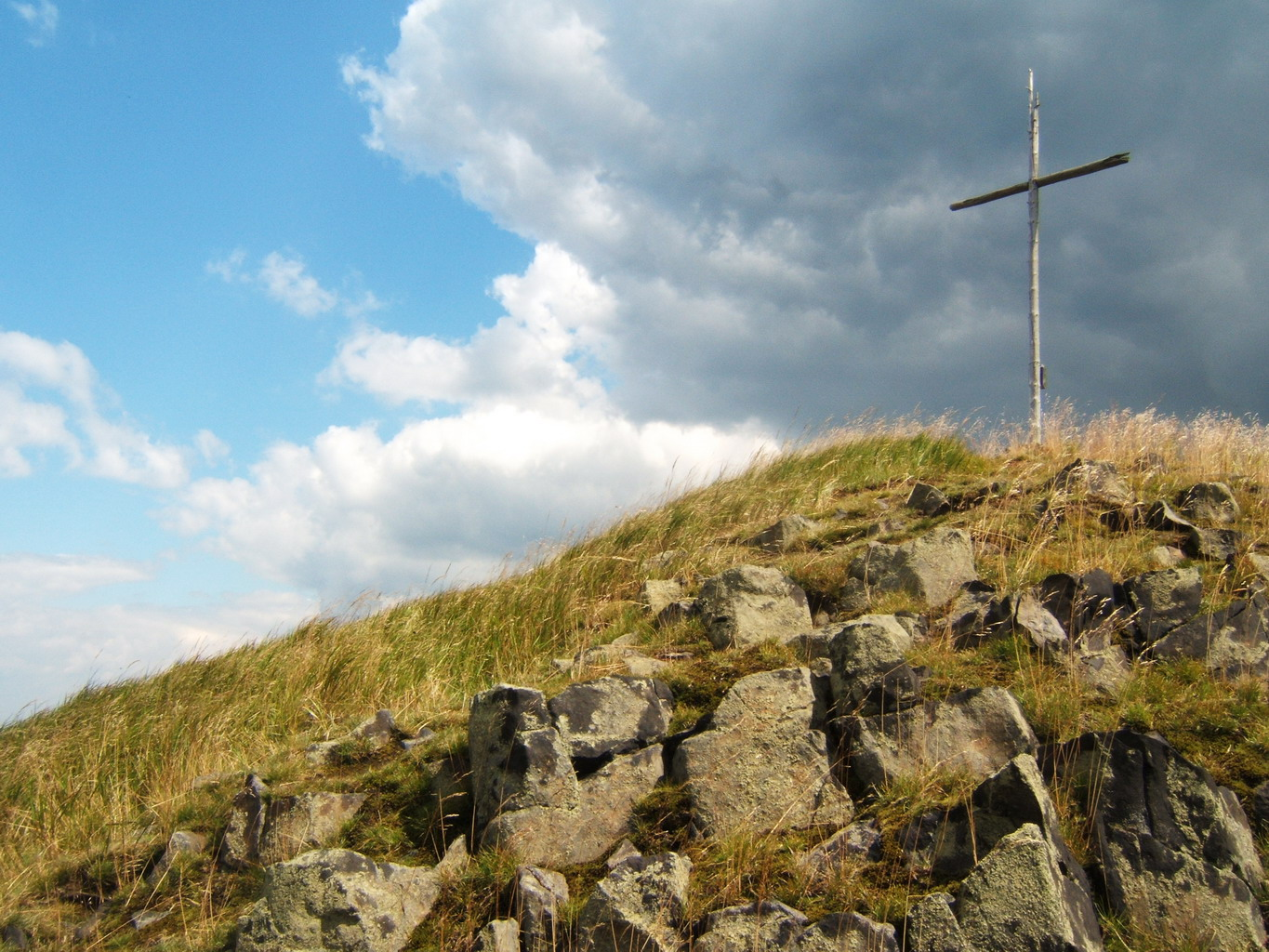
Vrchol

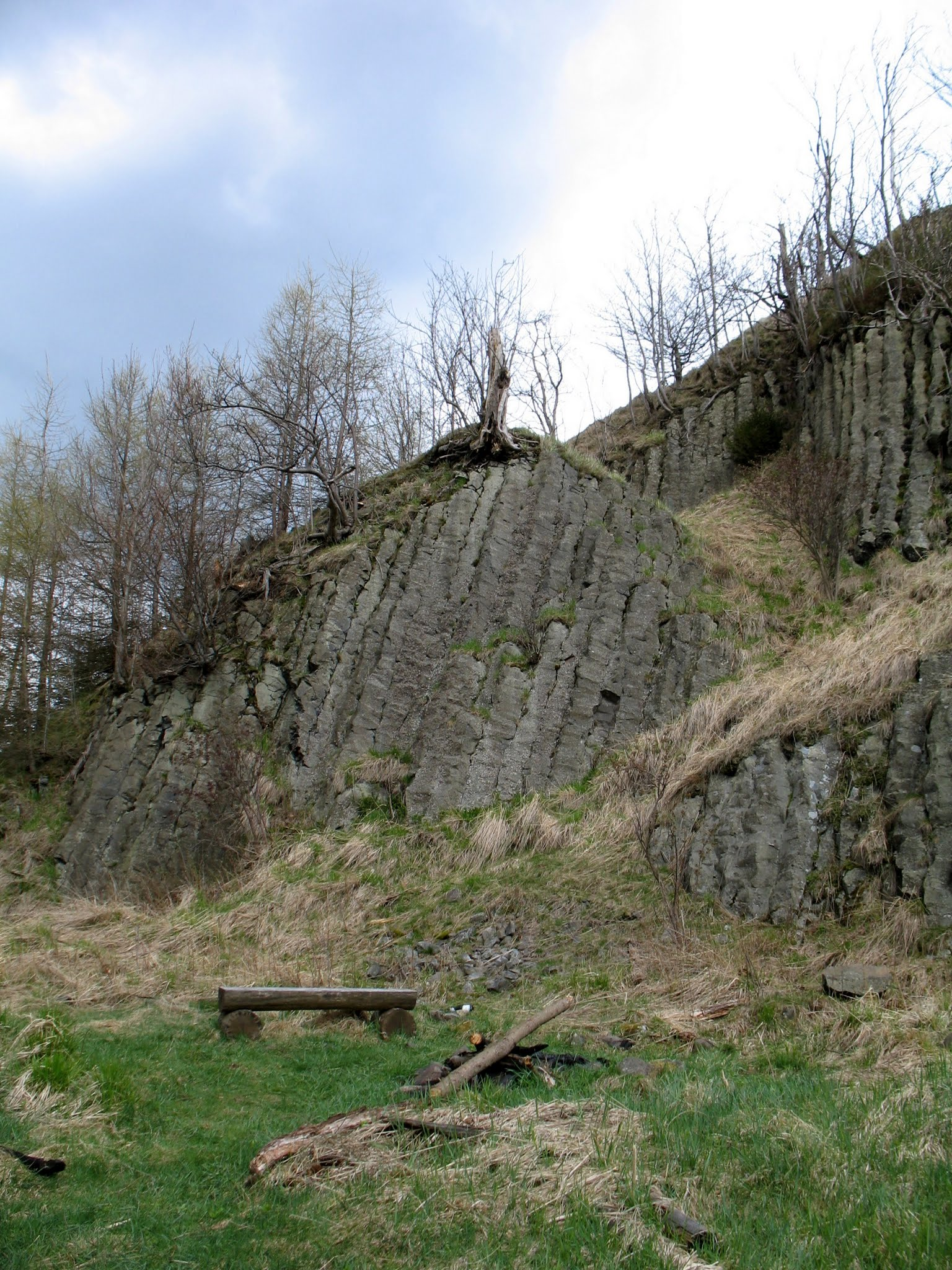
Lom v západním úbočí Velkého Špičáku

## Geografie
Velký Špičák je nezalesněnou vysokou kupou, jejíž vrchol je zdálky velice výrazný a vystupuje z hřbetu Krušných hor. Vrchol je nezalesněný, ačkoliv na jeho úpatí a na severovýchodním úbočí jsou vzrostlé lesy. Vrcholová plošina je téměř 100 metrů dlouhá. Na nejvyšším místě stojí dřevěný kříž.

### Výhled
- na sever
  - hora Scheibenberg
  - hora Bärenstein a obec Bärenstein
  - větrné elektrárny u Jöhstadtu

- na východ
  - přehrada Přísečnice
  - Jelení hora

- na jihovýchod
  - větrné elektrárny u zaniklé obce Rusová

- na jih
  - Mědník
  - Meluzína
  - Střední Špičák

- na západ
  - Kovářská
  - Klínovec
  - větrné elektrárny nad obcí Háj u Loučné
  - Fichtelberg